# Abax unicolor
Abax unicolor är en skalbaggsart som beskrevs av Thomas Say 1823. Abax unicolor ingår i släktet Abax och familjen jordlöpare. Inga underarter finns listade i Catalogue of Life.